# 안녕하세요 하나님
"안녕하세요 하나님"은 1987년에 개봉한 대한민국의 영화이다. 이 작품은 배창호가 감독하였으며, 제39회 베를린 국제영화제와 제16회 모스크바 국제영화제에 출품되기도 하였다. 비디오로는 1988년에, TV로는 1995년에 방영되었다. 일본에는 1991년에 개봉하였다.

## 줄거리
초등학생 때 수학여행을 가기 전날 뇌성마비에 걸려 경주로 소풍을 가지 못한 병태. 그는 어른이 되어 그토록 가고 싶던 경주에 가려고 혼자 집을 나왔다. 기차를 잘못 타서 엉뚱한 곳에 도착하여 병태는 어떻게 할지 몰라한다. 역무원에 이끌림을 받아 역무실에 가니 무임승차로 잡힌 떠돌이 시인 민우를 만난다. 그들은 그곳을 빠져나와 목적 없이 무작정 걸어간다. 이러다가 자살을 하려던 임산부 춘자를 만나게 되어 이 셋은 경주로의 여행을 시작한다.

## 출연진
- 안성기 : 병태 역
- 김보연 : 춘자 역
- 전무송 : 민우 역
- 주호성 : 전당포 주인 역
- 최주봉 : 선생님 역
- 김기범 : 경비원 역
- 이해룡 : 역무원1 역
- 신찬일 : 역무원2 역
- 나갑성 : 역무원3 역

## 수상
1988년 제12회 황금촬영상 시상식
- 최우수 남우주연상 : 김여수
- 감독상 : 배창호
- 조명상 : 김동호
- 촬영상(금상) : 유영길